# Hyperjätte

Storleksjämförelse mellan solen och hyperjätten VY Canis Majoris, en av de största kända stjärnorna.

En hyperjätte är en stjärna med en enorm massa och extremt hög ljusstyrka.

## Egenskaper

### Definition
Ordet "hyperjätte" används ofta något vagt som en term för de mest massiva stjärnorna man känner till, men det finns mer precisa definitioner. År 1956 använde astronomerna Feast och Thackaray termen super-superjätte (senare hyperjätte) för stjärnor med en absolut magnitud < -7. Keenan föreslog på sin sida 1971 att beteckningen endast skulle användas för superjättar som visade åtminstone en bred spektrallinje i Hα vilket indikerar en omfattande stjärnatmosfär vilket i sin tur är ett kännetecken för den höga förlust av massa som dessa stjärnor kännetecknas av. Keenans kriterium är det idag mest använda. Detta betyder att en hyperjätte inte nödvändigtvis måste ha en massa högre än en liknande superjätte. Men de mest massiva stjärnorna anses vara hyperjättar och kan ha massor upp emot 100-150 solmassor.
Hyperjättar är inte detsamma som ljusstarka blå variabler. En hyperjätte klassificeras som sådan på grund av dess storlek och förlust av massa, medan en ljusstark blå variabel tros vara en massiv blå superjätte som går igenom en fas i dess utveckling där den förlorar en stor mängd materia.

### Luminositet
Hyperjättar är mycket ljusstarka stjärnor, upp till miljoner gånger solens luminositet, men har vitt skilda temperaturer på mellan 3 500 och 35 000 K. Nästan alla hyperjättar visar variationer i ljusstyrkan på grund av instabiliteter i stjärnornas inre. På grund av deras höga massor är livstiden för en hyperjätte mycket kort i ett astronomiskt perspektiv. Till skillnad från solen som har en beräknad livslängd på omkring 10 miljarder år beräknas hyperjättar inte leva längre än ett par miljoner år. På grund av detta är hyperjättar extremt ovanliga och bara en handfull exemplar finns katalogiserade.

### Stabilitet
Eftersom stjärnors luminositet ökar exponentiellt med massan ligger ljusstyrkan hos hyperjättar ofta väldigt nära Eddingtongränsen, som kort förklarat är luminositeten där det gravitationella trycket inåt motsvarar strålningstrycket utåt. Detta betyder att strålningsflödet genom fotosfären hos en hyperjätte kan vara nära att blåsa bort fotosfären. Ovanför Eddingtongränsen antas stjärnan generera så mycket strålning att delar av dess yttre lager kastas ut i kraftfulla utbrott, vilket effektivt begränsar stjärnan från att skina med högre luminositet under längre perioder.

## Olika klasser av hyperjättar
- Röd hyperjätte – den största kända existerande formen av stjärna över huvud taget. Den största kända av alla, VY Canis Majoris, har en radie 2100 gånger större än solens och har 9 miljarder gånger större volym
- Blå hyperjätte
- Vit hyperjätte
- Gul hyperjätte – mycket sällsynt form

Lysande blå variabler (LBV), utgör inte någon egen klass av hyperjättar utan ett stadium i utvecklingen hos blå hyperjättar.